# جيرارد براندت
جيرارد براندت هو كاتب وكاتب مسرحي ومؤرخ وشاعر هولندي، ولد في 25 يوليو 1626 في أمستردام في هولندا، وتوفي بنفس المكان في 12 أكتوبر 1685.

## معرض صور

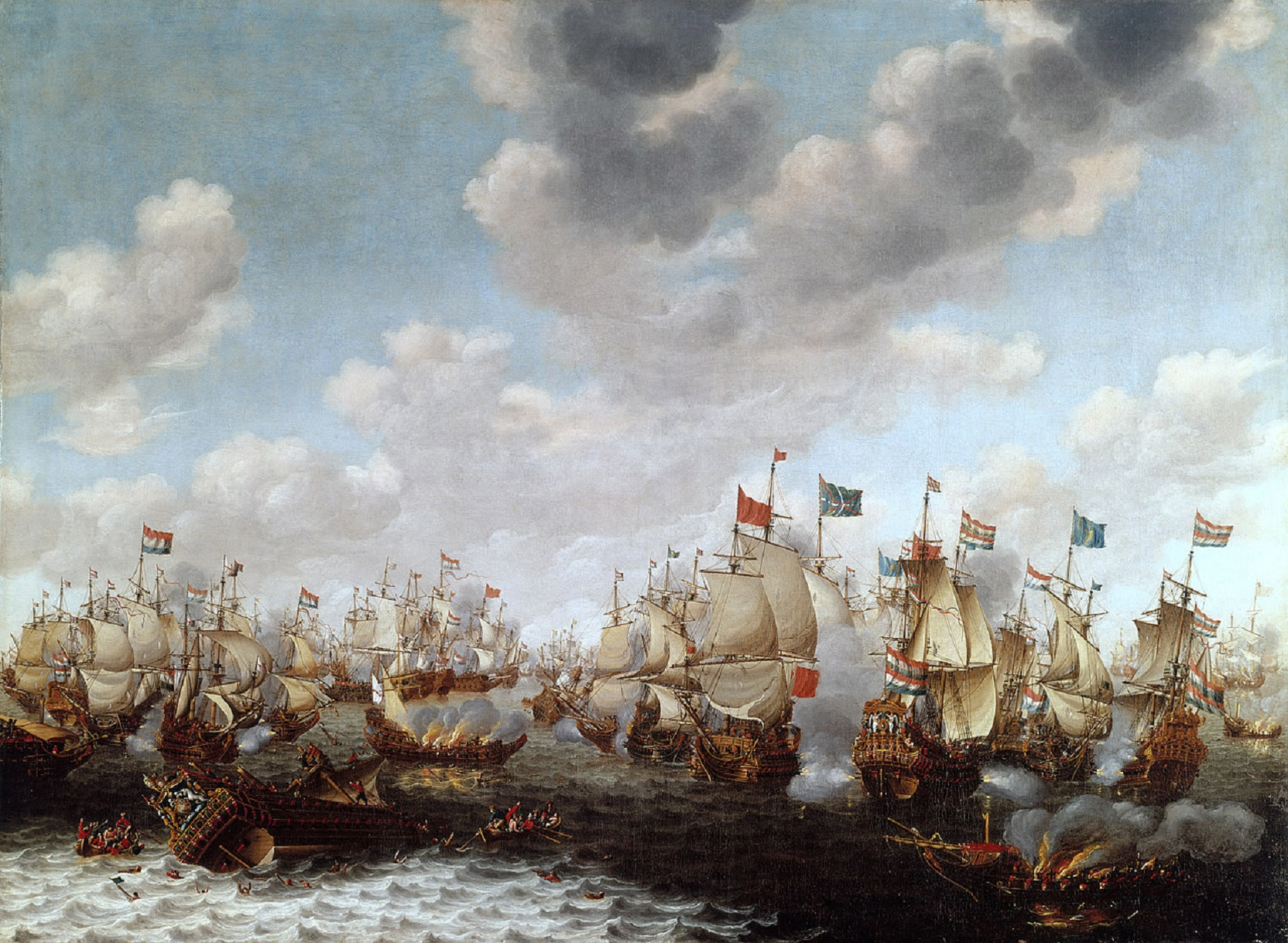
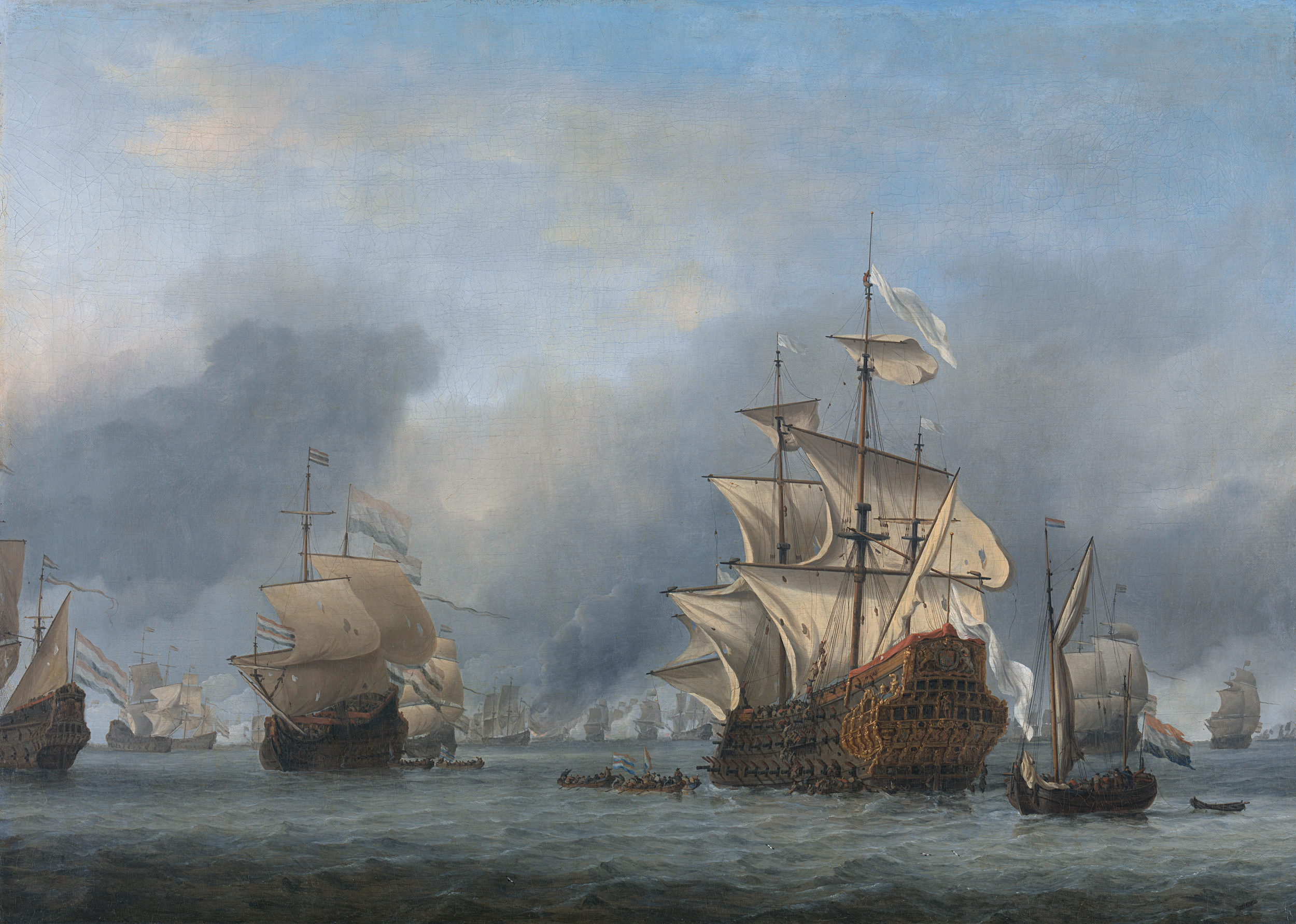
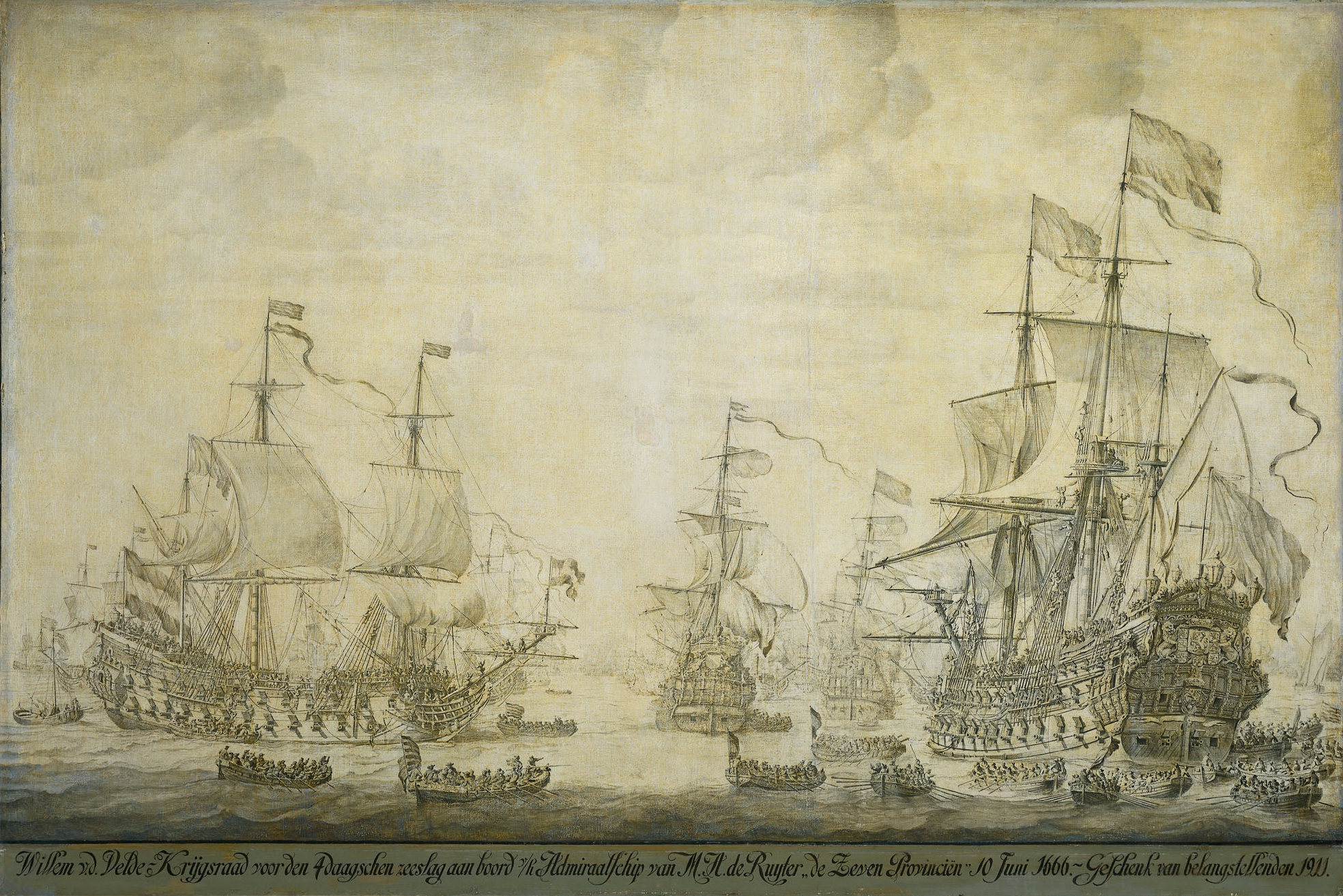
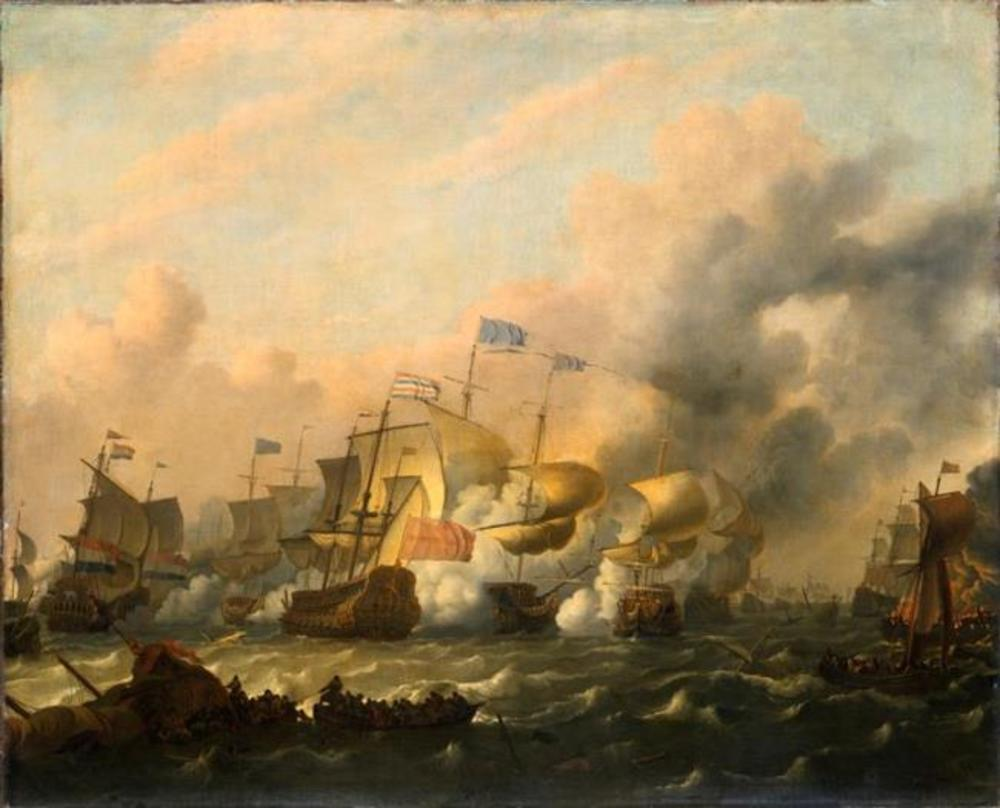
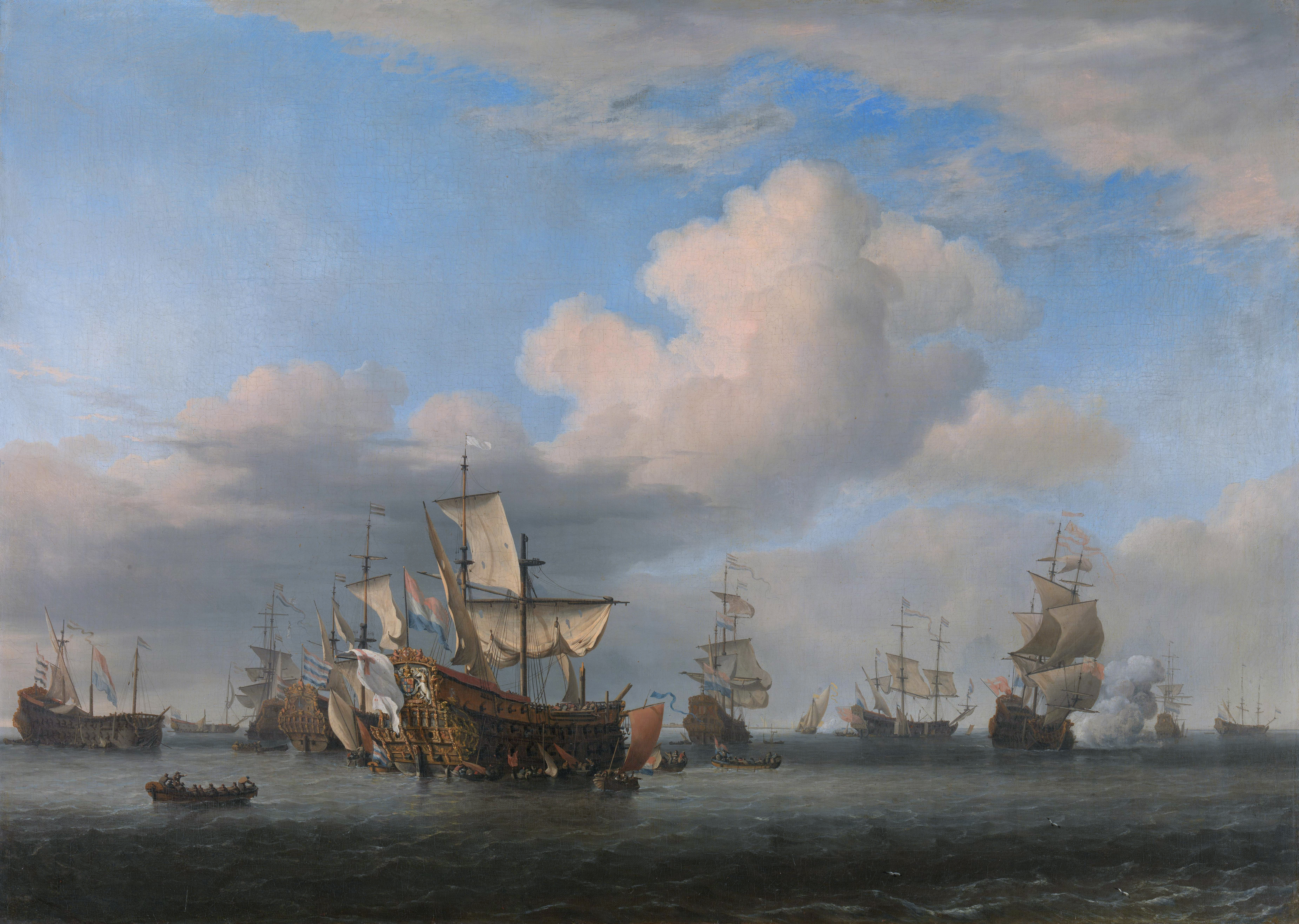

## وصلات خارجية
- جيرارد براندت على موقع الموسوعة البريطانية (الإنجليزية)